# Dame brodant la bannière
Dame brodant la bannière est une peinture de l'artiste britannique Edmund Leighton. Il représente une demoiselle sans nom sur les remparts d'un château médiéval, apportant la touche finale à un étendard ou à un fanion portant un aigle noir sur fond d'or. En temps de paix, la femme a emmené ses travaux d'aiguille à la lumière du jour loin de l'agitation du château.
Le 27 juin 1978, sous le titre Dame brodant la bannière, le tableau est vendu chez Sotheby's à Belgravia à un collectionneur privé.